# Sublevación carlista de octubre de 1900
La sublevación carlista de octubre de 1900 u «Octubrada» fue un intento de insurrección armada originado en Badalona, ciudad limítrofe con Barcelona, y que se extendió a otras localidades de España, aunque fracasó rápidamente.

## Historia

### Precedentes
A finales del siglo XIX, la crisis de la monarquía alfonsina a causa de la situación en Cuba y en Filipinas, había dado nuevos bríos al carlismo. En el clima de tensión, en marzo de 1897 llegaron a alzarse partidas aisladas en Puebla de San Miguel (Valencia) y Castelnou y Calanda (Teruel), lo que generó una cierta alarma social. Los periódicos informaron asimismo de agitación en los centros carlistas de diversas provincias. No obstante, tanto los diputados carlistas en el Congreso, como el diario tradicionalista El Correo Español, aseguraron que los carlistas estaban tranquilos y que no estaban organizando ningún alzamiento generalizado. El diputado Matías Barrio y Mier condenó enérgicamente la intentona, declarando que los alzados habían «obrado impacientemente, por su cuenta, siguiendo impulsos irresistibles de su entusiasmo, y desobedeciendo las indicaciones nuestras» y afirmando que «eso que se supone y se nos atribuye, sería antipatriótico en las presentes circunstancias».
El año siguiente, en abril de 1898, ante la inminente guerra entre España y Estados Unidos tras el hundimiento del Maine, Don Carlos afirmó en carta a Vázquez de Mella, que no haría nada que pudiera entorpecer la victoria de España, por «no asumir ante la Historia la responsabilidad de la pérdida de Cuba». Sin embargo, una vez producida la derrota, los carlistas planearon un nuevo alzamiento y tuvieron trato con algunos generales y unidades militares del Ejército.

### Conspiración

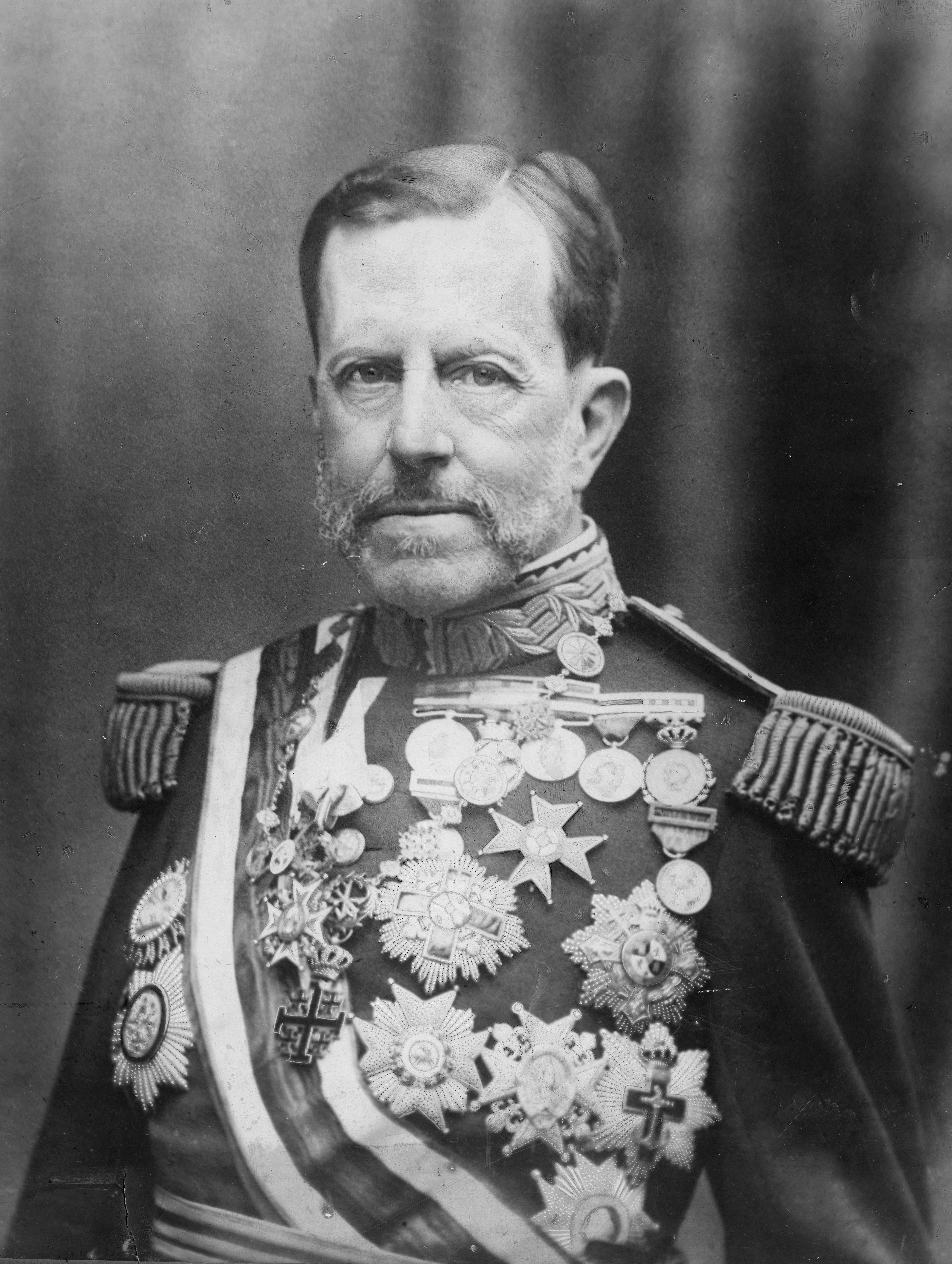
Valeriano Weyler

En Madrid la Junta de conspiración era presidida por el marqués de Cerralbo, delegado de Don Carlos en España, con el conde de Casasola como tesorero. Habrían de levantarse partidas en Segovia, Burgos y Valladolid, que tomarían armas y uniformes de la Guardia Civil. También estaban implicados los generales carlistas Gutiérrez Solana en Álava y Eulogio Isasi en Vizcaya, además de un coronel de caballería en Álava y un teniente coronel de artillería en Guipúzcoa. El conde de Rodezno, Tirso de Olazábal y Cerralbo se encargarían de la agitación en la frontera, para lo cual contaban con el apoyo de los legitimistas franceses. En Aragón la conjura iba a cargo del barón de Sangarren y en Valencia estaban comprometidos oficiales del Ejército.
La conspiración carlista acabaría fracasando, entre otras cosas, porque el general Weyler, que estaba implicado en la misma, retiró su apoyo y las potencias europeas mostraron su oposición al movimiento. El marqués de Cerralbo salió de España y presentó su dimisión, siendo sustituido en diciembre de 1899 por Matías Barrio y Mier. Las juventudes carlistas atribuirían el fracaso a la oposición de Doña Berta, segunda esposa de Don Carlos, de quien se dijo que había detenido al pretendiente cuando éste había salido ya hacia España. No obstante, algunos carlistas pensaban que aquella era la mejor ocasión para triunfar e intentarían realizar el levantamiento sin la autorización de los principales jefes.

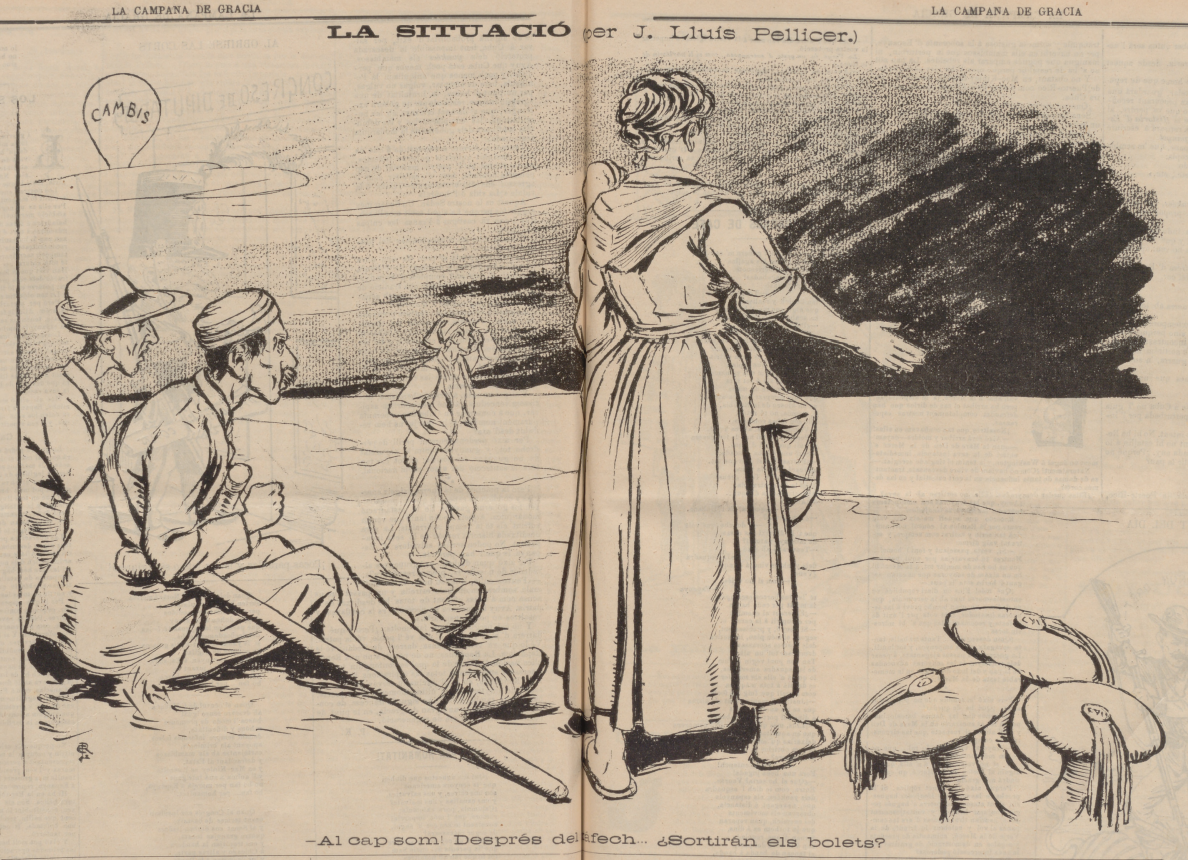
«La situació, per J. Lluis Pellicer»
-Al cap som! Després del xáfech...
¿Sortirán els bolets?
Dibujo de José Luis Pellicer en La Campana de Gracia (23/4/1898) que sospechaba una insurrección carlista con motivo del desastre de Cuba.

En Cataluña, Don Jaime era el general en jefe y en enero de 1899 había sido nombrado jefe de Estado Mayor General del Ejército Real de Cataluña el general Moore, quien dispuso de la delegación del capitán general Rafael Tristany para dirigir los trabajos de organización y preparación en toda Cataluña. El General Moore impuso su autoridad militar en la región sobre las juntas civiles carlistas, instituyó la Tesorería del partido como organismo militar y dividió el territorio en zonas militares. Nombró tesorero general de Cataluña a José de España (asimilado a general del Ejército), tesorero de la provincia de Barcelona a José Muntadas y jefe interino de la brigada de Barcelona al coronel Salvador Soliva. Matías Ripoll era comandante general de Barcelona. En las otras provincias catalanas Juan Baró había sido nombrado comandante general de Gerona y Francisco Cavero general en jefe de la División de Lérida y Tarragona. Se adquirieron 3450 fusiles Remington y más de 300 000 cartuchos, además de abundantes correajes, uniformes y boinas.
A pesar de los preparativos, finalmente no llegó la orden de alzamiento de Don Carlos, por lo que Muntadas, Soliva y otros jefes de Barcelona pretendían hacer el levantamiento sin la orden y «por encima del rey». A ello se opuso Moore, comunicando a las jefaturas que sería destituido de empleo y cargo quien se alzara sin orden suya. El 24 de octubre llamó al brigadier Manuel Puigvert y al intendente Juan Puigvert para que disuadiesen a Soliva, quien sin embargo ya había dado la orden de levantamiento para el 28 de octubre de 1900.

### La sublevación

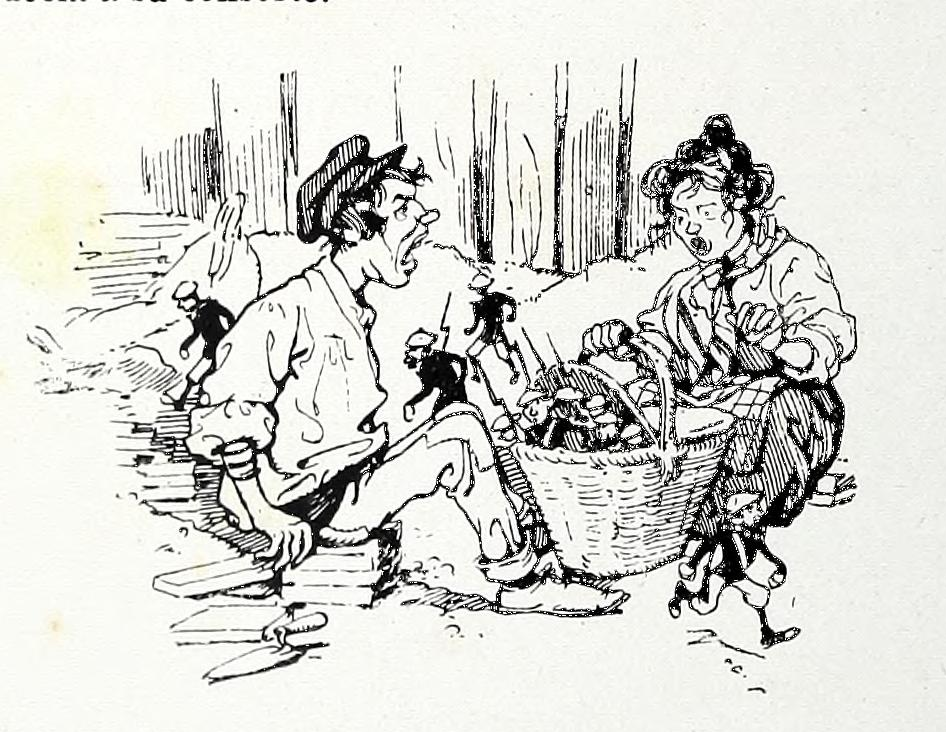
Caricatura de la sublevación carlista, en la que salen numerosos milicianos carlistas de una cesta del almuerzo donde estaban escondidos

El comienzo de la insurrección tuvo lugar el día 28 de octubre en Badalona, cuando entre veinte y treinta hombres capitaneados por José Torrents, vestidos con blusa azul, boina roja y correaje de cinturón y tirantes, se presentaron armados con trabucos, carabinas Remington y escopetas, frente al cuartel de la Guardia Civil, al grito de «¡Viva Carlos VII!», dando lugar a un intenso tiroteo entre los revoltosos y los carabineros, que cerraron las puertas y dispararon desde las ventanas, abatiendo al cabecilla carlista Torrents. Tras varios minutos, los carlistas se dieron a la fuga, siendo perseguidos por los cuerpos de policía que habitaban en el cuartel.
Poco antes de la revuelta, de la cual tenían constancia las autoridades, se habían practicado varios registros domiciliarios en casas de carlistas destacados y numerosas detenciones, entre ellas, las de Salvador Soliva, titulado general jefe del ejército carlista en Cataluña y de su ayudante, el capitán José María Alegría. Después de los sucesos, fueron detenidos los hermanos y el padre de José Torrents.

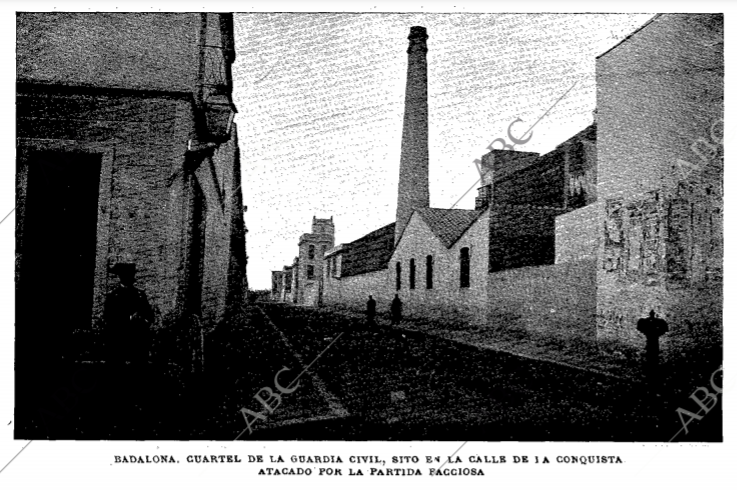
Cuartel de la Guardia Civil en la calle de la Conquista de Badalona

Además de la acción de Badalona, se alzó otra partida dirigida por José Grandia en Gironella con obreros de las fábricas de la zona, que se mantuvo durante medio mes en las montañas de Berga, así como otras en varias localidades catalanas como Igualada, Fígols, Aviá o Moncada, que duraron dos o tres días.
En Calella Manuel Puigvert alias «Socas» mandó una partida de unos 20 o 30 hombres y en Castelldefels José Miró alias «Pepus» se echó al monte con 22 estudiantes, siendo apresados a inicios de noviembre en San Quintín de Mediona. Hubo conatos de insurrección de menor importancia también en otras partes de España, por ejemplo, en la región valenciana en Alicante y Liria (60 hombres), en la Sierra de la Carrasqueta (20-30 hombres), Alcoy y en Alcalá de Chivert (14-30 hombres); y en la provincia de Jaén en Quesada, Úbeda (12 hombres) y Baeza (13 detenidos).
Tras la intentona, el gobierno clausuró todos los círculos carlistas de España y suspendió su prensa durante algunos meses.

## Motivaciones
De acuerdo con la memoria que en 1901 presentó Soliva a Don Carlos, los conspiradores contemplaban la posibilidad de que el alzamiento fuese una «algarada», que no derrocase de manera inmediata al gobierno, pero sirviese para hacer fracasar el empréstito proyectado por el ministro de Hacienda Raimundo Fernández Villaverde, lo que consideraban que sería beneficioso para la causa carlista.

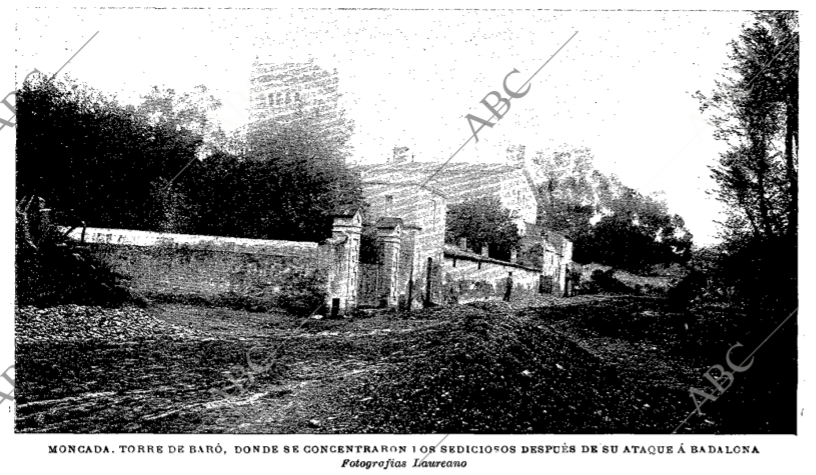
Torre de Baró, en Moncada, donde se concentraron los sediciosos después de su ataque a Badalona.

Asimismo, según Soliva, el general Moore había estado en contacto con José Janer y Ferrán, agente de Bolsa y carlista comprometido, con la intención de que la insurrección sirviese también para hacer una jugada de Bolsa, cosa que Moore habría ocultado a Soliva y Muntadas.
Tras la sublevación fallida, Don Carlos declaró traidores a los implicados en la misma. En respuesta, estos redactaron en Perpiñán una exposición para elevarla al pretendiente, en la que reconocían haberse anticipado a sus órdenes y haber obrado con impaciencia, pero que lo que les había movido era la crisis que atravesaba Cataluña tras la pérdida colonial, periodo que auguraban «precursor de otras desgracias», previendo una paralización de sus industrias.
En la misma exposición, que finalmente no sería enviada aunque se haría pública en 1904, recordaban al pretendiente que antes del Tratado de París se había comprometido al uso la fuerza en caso de que el gobierno causase «una deshonra para la patria», cosa que consideraban se había producido no solo con la venta de las Antillas, sino también de todo el archipiélago filipino. El alzamiento habría sido, según sus promotores, «un último esfuerzo» para salvar a España. El historiador tradicionalista Melchor Ferrer calificó la sublevación como «la única manifestación varonil que hubo en España de protesta contra la vergüenza del desastre colonial y contra la nefasta política de la Reina Regente».

## Partidas posteriores
En 1906, como respuesta a los proyectos anticlericales del gobierno de José López Domínguez, se produciría una de las últimas intentonas carlistas antes de la sublevación de los requetés de 1936, alzándose en Valls la partida de Pablo Güell alias «el Rubio», en Calella la de Manuel Puigvert alias «el Socas» y en Rajadell la de Guillermo Moore. Al igual que en la intentona de 1900, estas partidas actuarían sin el permiso de las autoridades del partido carlista.